# Development Driller II
Development Driller II – напівзанурене бурове судно, споруджене на початку 2000-х років.

## Загальна інформація
Судно спорудили у 2005 році на верфі Shipyard Jurong у Сінгапурі на замовлення компанії GlobalSantaFe (в 2007-му придбана іншим учасником ринку офшорного буріння Transocean).
Development Driller II розраховане на роботу в районах з глибинами моря до 2286 метрів та може бурити свердловини довжиною до 11,4 км. Для утримання позиції воно використовує систему динамічного позиціонування DP2+. Головною особливістю судна є те, що йому надали здатність провадити глибоководні будівельні операції з облаштування родовищ. Палуба має робочу площу біля 1700 м2, де може розміщуватись до 7 тисяч тон вантажів.
Силова установка складається з восьми дизельних двигунів Caterpillar 3612 потужністю по 3,75 МВт.
На борту забезпечується проживання до 176 осіб.
Судно має майданчик для гелікоптерів діаметром 27 метрів, який може приймати машини типів AgustaWestland EH101 та M18.

## Служба судна
Ще на етапі спорудження судно на три роки законтрактував енергетичний гігант BP, який збирався використати його у Мексиканській затоці для облаштування нафтогазового родовища Атлантіс, розташованого за дві сотні кілометрів від узбережжя Луїзіани в районі з глибиною моря понад 2100 метрів. Таке рішення прийняли з огляду на здатність Development Driller II провадити глибоководні будівельні роботи. Судно приступило до робіт у листопаді 2005-го, а першу продукцію з Атлантіса отримали в 2007-му. Всього під час облаштування цього родовища спорудили 16 свердловин.
В 2008-му BP продовжила контракт ще на п’ять років. Development Driller II продовжувало працювати у Мексиканській затоці, при цьому найвідомішим епізодом його служби в цей час стала участь в роботах по ліквідації аварії на буровій установці Deepwater Horizon, яка здійснювала буріння на родовищі Макондо, розташованому в районі з глибиною моря біля 1500 метрів. Для гарантованого запобігання витоку вуглеводнів запланували пробурити дві розвантажувальні свердловини (основну та резервну), які мали перетнути аварійну свердловину на великій глибині з подальшим проведенням цементування. Їх спорудження розпочалось у травні 2010-го, при цьому Development Driller II бурило резервну свердловину, на випадок якщо будуть проблеми із основною, якою опікувалась бурова платформа Development Driller III. Роботи затягнулись на кілька місяців, і у підсумку в середині вересня основна свердловина досягла поставленої мети.
Development Driller II несло службу в Мексиканській затоці до літа 2014-го, коли воно вирушило для проведення розвідувальної кампанії у румунському секторі Чорного моря на замовлення консорціуму під операторством російської компанії «Лукойл» Станом на середину серпня судно знаходилось на верфі Fincantieri у Палермо, де провадили роботи по демонтажу верхньої частини бурової башти, щоб уможливити проходження під мостами над протокою Босфор. Першою чорноморською свердловиною для Development Driller II стала Helen-1X, закладена у листопаді 2014-го на блоці E X-29 Est Rapsodia. Вона виявилась безрезультатною, так само як і наступна Daria-1X на блоці E X-30 Trident, до спорудження якої узялись у травні 2015-го. Закладена в районі з глибиною моря 335 метрів Daria-1X досягнула глибини у 2870 метрів. Нарешті, в серпні 2015-го на тому ж блоці E X-30 Trident почали буріння ще однієї свердловини Lira-1X, закладеної в районі з глибиною води 700 метрів. Вона досягла глибини у 2700 метрів та виявила газове родовище Ліра, ресурси якого первісно оцінили у 30 млрд м3.
У цей період на тлі падіння цін на нафту та скорочення обсягів буріння на ринку виник профіцит бурових установок, і у 2016-му Development Driller II потрапило у тривалий простій. Навесні 2020-го Transocean оглосила, що вона має намір продати або утилізувати судно.
Станом на липень 2021-го Development Driller II продовжувало перебувати поблизу румунського порту Констанца.